# Rio Coari
Rio Coari är ett vattendrag i Brasilien.   Det ligger i delstaten Amazonas, i den nordvästra delen av landet, 2 100 km nordväst om huvudstaden Brasília. Rio Coari ligger vid sjön Lago de Coari.
I omgivningarna runt Rio Coari växer i huvudsak städsegrön lövskog. Trakten runt Rio Coari är nära nog obefolkad, med mindre än två invånare per kvadratkilometer.